# NGC 4961
NGC 4961 este o galaxie situată în constelația Părul Berenicei. A fost descoperită în 11 aprilie 1785 de către William Herschel. Se află la o distanță de 40,55 de megaparseci de Pământ.